# Horní Nětčice
Horní Nětčice jsou obec ležící v okrese Přerov. Žije zde 232 obyvatel a jejich katastrální území má rozlohu 445 ha.

## Název
Název vesnice byl odvozen od osobního jména Nětek nebo Nětka, což byly domácké podoby jména Nět(o)mír (v jehož základu je nietiti – "rozněcovat"). Význam místního jména byl "Nětkovi lidé".

## Historie
První písemná zmínka o obci pochází z roku 1384.

## Galerie

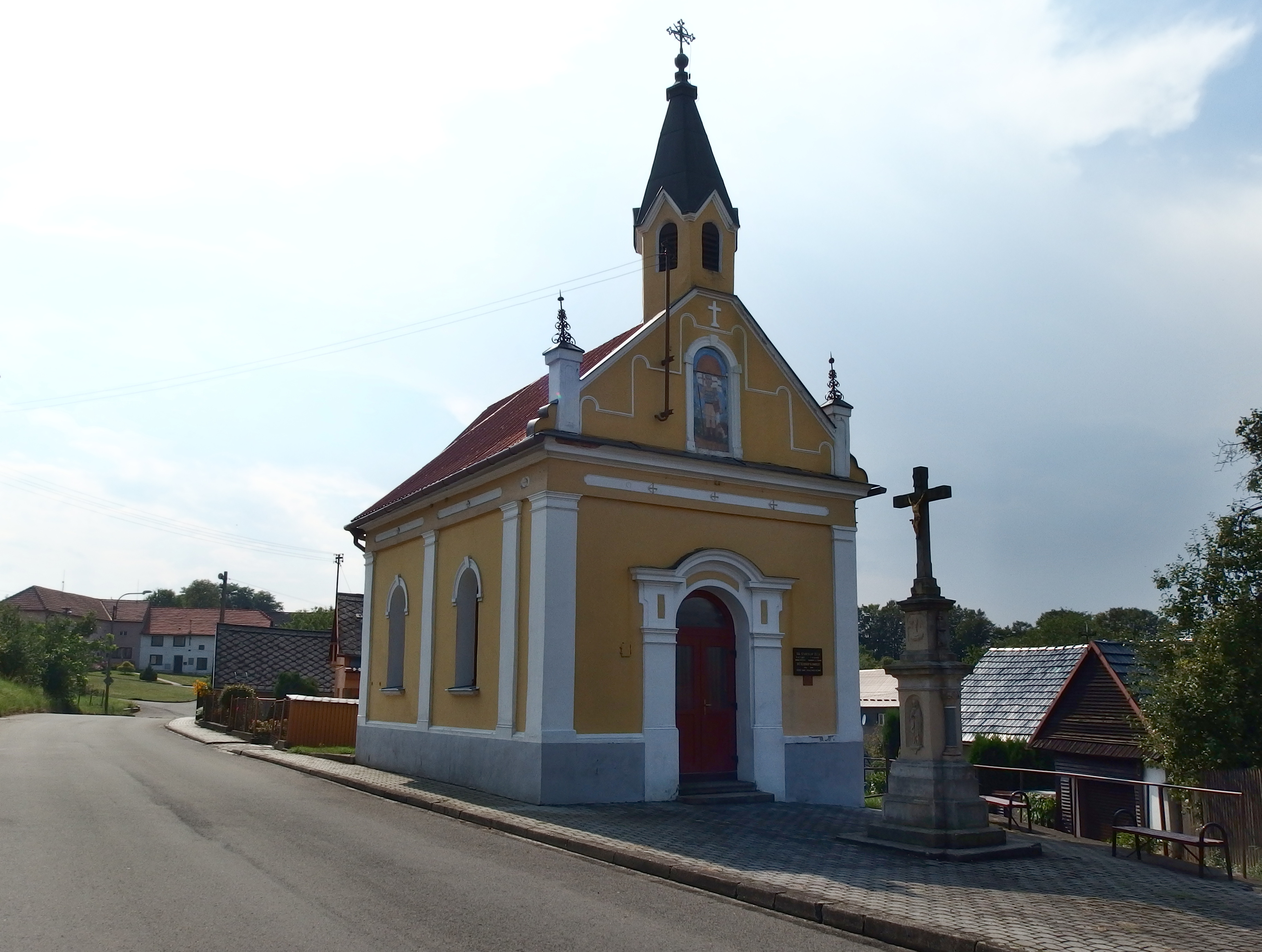
Kaple svatého Antonína
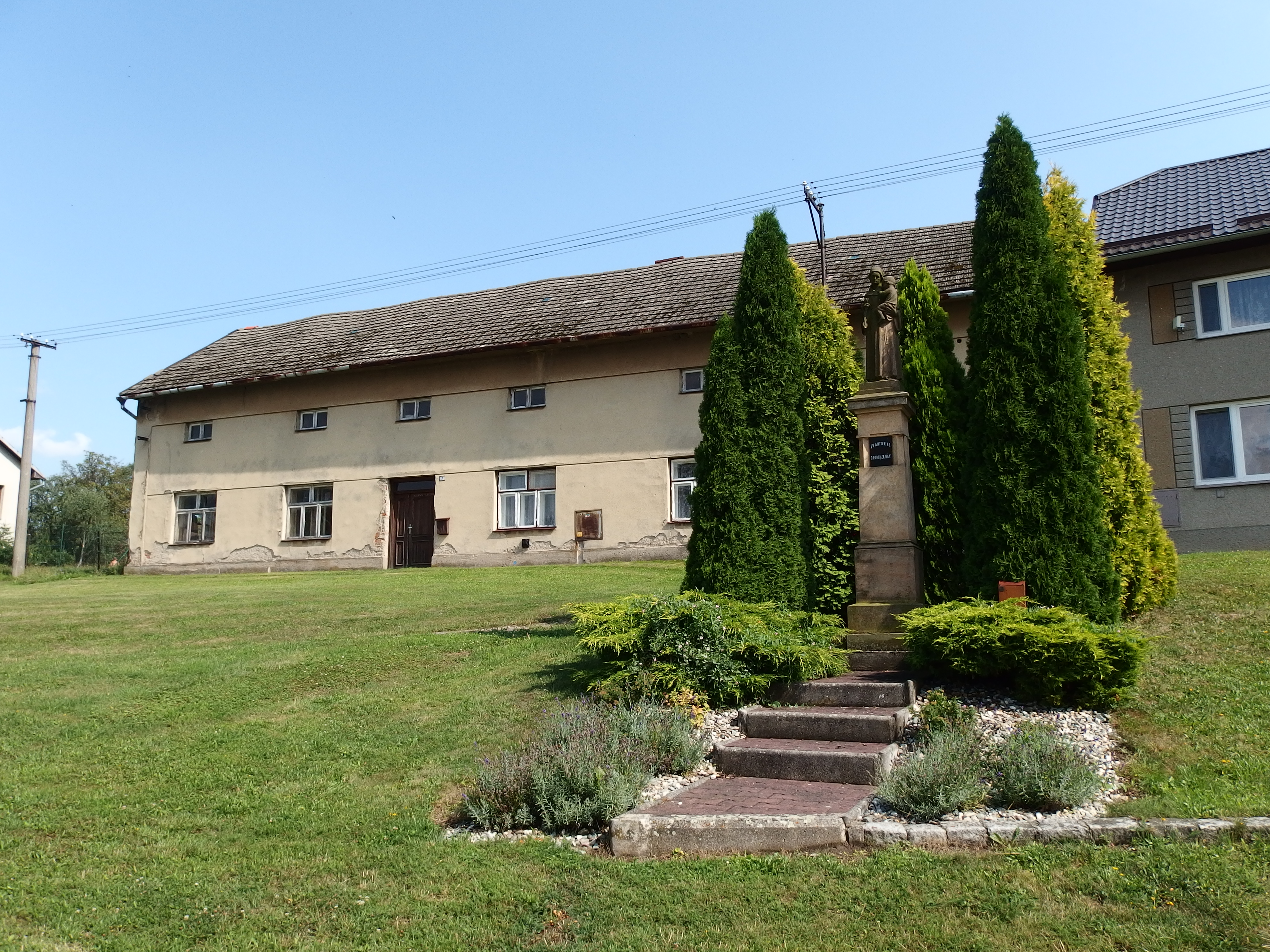
Socha svatého Antonína
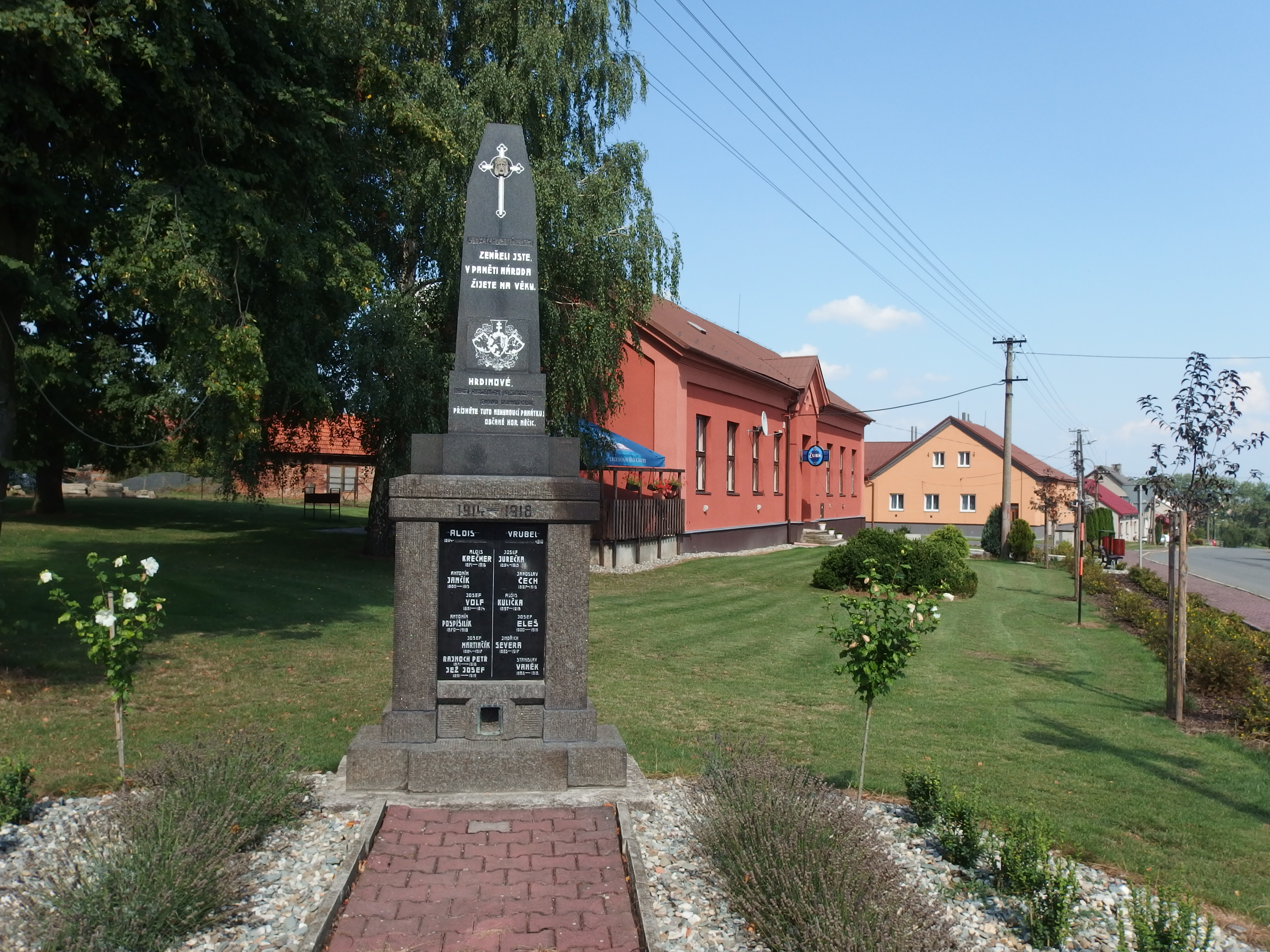
Pomník na návsi
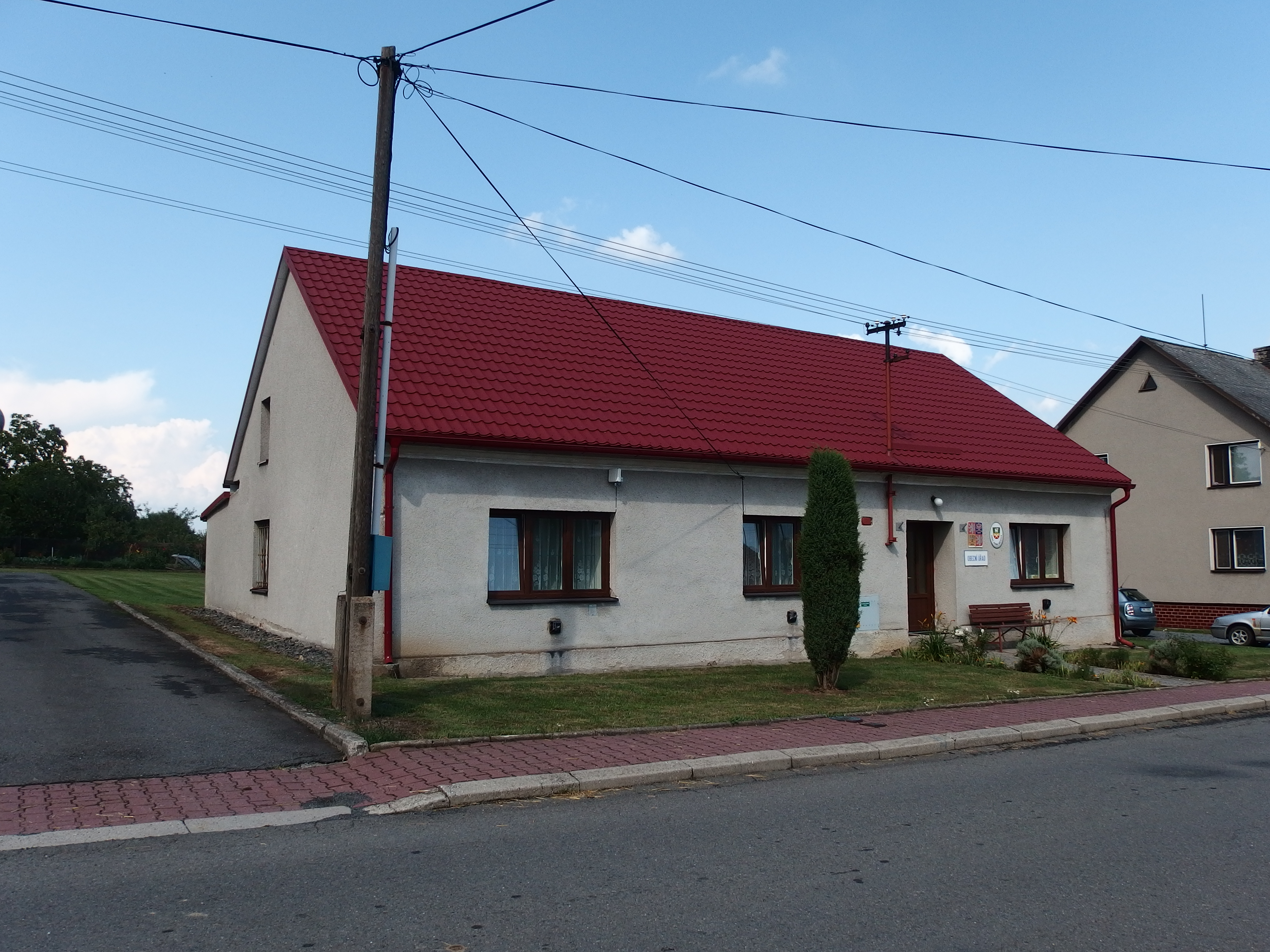
Obecní úřad

## Významní rodáci
- Stanislav Zela (1893–1969), pomocný biskup olomoucký, politický vězeň komunistického režimu
- Antonín Pospíšil (1925–2021), katolický kněz